# 足利義視
足利 義視（あしかが よしみ）は、室町時代の武将。室町幕府の第6代征夷大将軍・足利義教の十男。異母兄に第7代将軍・足利義勝、第8代将軍・足利義政、堀越公方・足利政知がいる。第10代将軍・足利義稙（初め義材・義尹）の父。今出川殿・今出川公方とも称される。

## 生涯

### 義政の後継者
永享11年（1439年）閏1月18日、6代将軍・足利義教の十男として誕生した。母は義教の正室・正親町三条尹子に仕えていた女房・小宰相局で、庶子として扱われた。2月22日には尹子の兄である正親町三条実雅の養君となった。
嘉吉3年（1443年）に出家して、天台宗浄土寺の門跡となり、義尋（ぎじん）と号した。寛正5年（1464年）11月25日に実子がなかった兄・義政に請われて僧侶から還俗することとなった。当時義尋のほかに義政の兄弟で生存していたのは、義政の異母兄にあたり、古河公方に対抗させるためすでに還俗して堀越公方となっていた政知のみであった。12月2日に正式に還俗して、乳人正親町三条実雅の今出川の屋敷に移り住んだため今出川殿と呼ばれた。12月2日、従五位下・左馬頭に叙任された上で義視を名乗った。
翌寛正6年（1465年）1月5日に従四位下に昇叙、2月25日に判始を行った。3月3日には幕府行事の節句進上において、義視は義政とその御台所・日野富子と同じ扱いを受けている。3月15日には日野重子の旧邸「高倉殿」を「今出川殿」とあらためて移り住んでいる。7月26日に富子の同母妹・良子を正室に迎えたが、これは義政と富子のすすめによるものであった。11月20日に元服、5日後の25日に参議と左近衛中将に補任され、順調に義政の後継者として出世していった。同年11月23日に義政と富子の間に甥・義尚が誕生し、将軍世嗣とされたが、特に義視の立場に変化はなかった。『応仁記』一巻本にはこれ以降義政・富子と義視の関係が悪化していったという記述があり、その影響を受けた見解が強かったが、2010年代以降の研究では否定的な見方が強い。当時は子供の生存率も低く、世代に差があるため義視は中継ぎとして見られていたとされている。11月27日には権中納言を経ずに従三位・権大納言に叙せられ、文正元年（1466年）1月6日には従二位となっている。またこの頃、京都では徳政一揆がたびたび起こっているが、義視は義政と別個に大名への軍事命令を出している。従う大名はほとんどなかったが、斯波氏の前当主斯波義廉の家臣朝倉孝景はこれに応じている。

### 文正の政変
文正元年（1466年）8月25日、義政は斯波義敏を越前国・遠江国・尾張国守護に任じ、斯波義廉を討伐するよう諸大名に命令した。しかし山名宗全・畠山義就らはこれに反対し、義敏を支援する伊勢貞親らと対立していた。9月5日、貞親は義視が反逆をもくろんでいると訴え、義政に誅殺を求めた。義視も義廉に近く、義政の乳父であり、「御父」と呼ばれていた貞親の動きはこれに対抗するためのものだった。
義視は宗全の屋敷に逃れ、ついで元管領・細川勝元に無実を訴えた。翌6日には貞親が讒訴の罪を問われ、貞親と義敏・季瓊真蘂・赤松政則ら貞親・義敏派が失脚した。義視は真蘂とは以前から交流があり、真蘂が失脚した後も親しく交際している。
『応仁記』一巻本には、政変直前に勝元が義政から義視の後見人に任命され、富子が対抗策として義尚の後見人を宗全に頼み、それぞれの派閥が結成され後の大乱に及んだとする説があるが、近年では否定されている。
政変後も義視の扱いに変化はなく、11月26日に行われた大嘗会では、義政に代わって後花園天皇に供奉する役を務めている。文正2年（1467年）1月11日には正二位に叙せられている。

### 応仁の乱、亡命
1月18日、畠山氏の家督争いが発端となり、「御霊合戦」が発生した。義視は義政とともに畠山義就を支援するようになり、畠山政長を支援する勝元の面目を失わせた。2月24日、義視は両軍に和睦を呼びかけているが失敗に終わった。5月26日には細川勝元らの東軍と、山名宗全らの西軍の戦闘が発生した。義政は畠山義就に軍の撤退を求めているが、「今出川も同意見である」と記している。義視は義政・富子・義尚らとともに東軍に属し、6月には牙旗を下され主将となった。義視は東軍から山名氏の縁者を追放し、山名方に通じたとして奉行衆・飯尾為数を誅殺している。5月に義政が失脚していた貞親を伊勢から京都に呼び戻したため孤立した。8月22日に西軍の大内政弘が上洛したが、その日の夜と入れ替わるように京都から出奔した。『応仁別記』には、一時的に今出川殿に赴いていた義視が帰陣しようとしたが、京極持清の家臣多賀高忠に阻まれたと記されている。同日には東軍内で西軍方と見られたものが勝元によって粛清されている。義視は北畠教具を頼って伊勢へ下向した。
翌応仁2年（1468年）には、西軍と古河公方足利成氏との間で攻守同盟が結ばれているが、伊勢にいた義視はこれを承認している。9月22日には義政の説得で伊勢から帰洛するが、義兄・日野勝光を激しく非難したほか、義政が9月頃から貞親を起用していたことも、義政との対立に拍車をかけた。11月13日に室町第を脱走して比叡山延暦寺に出奔、ついで山名宗全の西軍に与した。西軍では擬似幕府（西幕府）が創設されて「公方様」「相公（将軍）」と呼ばれた。義政は激怒し、朝廷に働きかけ義視や側近の官位を褫奪させた上で、朝敵として追討の対象とさせた。文明元年（1469年）には四国・九州の諸大名に軍を率いて上京するよう命じている。
文明5年（1473年）、貞親と宗全が相次いで死去した後の4月23日には一条兼良に進退を相談する書状を送っている、文明8年（1476年）9月14日に義政が大内政弘に和睦を求める書状を送ると政弘と共に交渉を開始した。12月20日に義政に他意のないことを伝える書状を送り、翌文明9年（1477年）5月3日には富子へ政弘を通して和睦の仲介料を支払い、7月に娘を富子のもとに送り、猶子としてもらった。しかし義政との溝を埋めることは難しく、西軍が解体された11月11日に子の義材を伴って美濃の土岐成頼のもとに亡命した。美濃では承隆寺に滞在していた。翌文明10年（1478年）7月10日に義政に赦免されたが、美濃に留まり続けた。

### 復権
長享元年（1487年）1月、子の義材を元服させた。8月に義材は従五位下・左馬頭に叙位任官されているが、これは義尚に子がなかったことを憂いた富子の意向が強かった。この頃には義材を義尚の猶子とし、長享・延徳の乱で近江に在陣していた義尚を京都に帰らせて、代わりに義材を近江に置くという案もあったが、実行はされなかった。
長享3年（延徳元年、1489年）3月26日に9代将軍・義尚が長享・延徳の乱で遠征先の近江で死去すると、義視は義材と共に4月13日に上洛し、娘のいる京都三条の通玄寺に入った。4月19日には富子の住む小川殿（義政の別荘）にうつり、富子の支持を受けていることを明らかにした。4月27日に通玄寺で出家をして道存（どうぞん）と号した。この頃は義政が政務をとっていたが、8月に卒中で倒れ、10月8日には再度倒れた。10月22日に義視・義材父子は乱以来となる義政との対面を果たした。翌延徳2年（1490年）1月7日に義政は病死した。没後の法事の席で義視は「兄弟の仲は元々良かったが、人の言動で疎遠になった」と語っている。この席では、美濃にいた義視が、ある僧を出世させるよう要望した所、関係した僧侶たちに反対された。しかし義政が「義視の言うことだから」と押し切ったという話も語られている。これを聞いた義視はうなずき、一笑したという。

### 大御所
4月27日、富子が小川殿を義材の従弟にあたる香厳院清晃（後の足利義澄）に与えることとなった。さらに富子が細川政元と内談して、清晃を擁立しようとしているという噂が立った。義視は5月18日に小川殿を破却させ、富子の所領も奪った。7月5日、義材は10代将軍となり、自らは将軍の父（大御所）として政務をとった。また准后の待遇も受けるようになった。
しかし10月7日に妻・良子を失ったのに続いて自身も11月に腫物を患い、翌延徳3年（1491年）1月7日に通玄寺で死去した。享年53。前年に世を去った兄・義政の祥月命日であった。義視の死後、義材は葉室光忠ら側近を重用して独裁的志向を強め、積極的な軍事活動を行ったが、富子や諸大名の反感を買った。富子と政元は幕府関係者や諸大名と連携を取り、義視の死から2年後の明応2年（1493年）、義材の河内遠征中に清晃を擁立して義材を都落ちに追い込んでいった（明応の政変）。

## 祭祀
義視の御影堂は相国寺の大智院（現在は廃絶）に置かれたが、これは足利義満以後の歴代将軍と同じ待遇である。夭折した兄の7代将軍足利義勝の御影堂が当初は東山に置かれ、義政の別荘の造営予定地に入ったために没後23年目にしてやっと相国寺内に移されているのとは対照的である。これはとりもなおさず、義視が将軍の後継者であり、かつ当代将軍（義材）の実父・後見として、実際には足利将軍家の家督を相続することも将軍職に就くこともなかったにもかかわらず、「事実上の将軍家の当主」とみなされその礼遇を受けていたためであることを物語る。

## 官職および位階等の履歴
※日付＝旧暦
- 寛正5年（1464年）12月2日、還俗し、義視を名乗る。従五位下に叙し、左馬頭に任官。
- 寛正6年（1465年）1月5日、従四位下に昇叙。左馬頭は元の如し。11月20日、元服し禁色賜る。11月25日、参議に補任し、左近衛中将を兼任。12月17日、従三位に昇叙し、権大納言に転任。
- 文正元年（1466年）1月6日、従二位に昇叙。権大納言は元の如し。
- 文正2年（1467年）1月5日、正二位に昇叙。権大納言は元の如し。8月23日、伊勢国に出奔。
- 応仁2年（1468年）12月5日、解官。
- 延徳元年（1489年）12月27日、出家。
- 延徳2年（1490年）7月5日、准后宣下。
- 延徳3年（1491年）1月7日、死去。2月24日、贈従一位・太政大臣。

## 偏諱を与えられた人物
- 一色視房
- 一色視冬（いっしき みふゆ）

宮内一色家の当主。『宣秀卿御教書案紙背文書』（中御門宣秀が、自身が職事として発給に関与した綸旨・口宣案を関連文書とともに書き留めたものだが、筆録したのは父の中御門宣胤である）に残る文書の中に、長享2年9月18日に伝奏・二階堂政行により伊予守に任ぜられた人物として見られる（こちらを参照）が、義視との関係など詳細については不明である。子の一色材延（きのぶ）も義視の子で第10代将軍となった足利義材（義稙）から1字を受けている。
- 一色視元
- 大舘視綱
- 種村視久